# Politikåret 1897

## Årets händelser
- 4 mars – William McKinley tillträder som president i USA.[1]
- 23 maj – Tage Reedtz-Thott efterträder Hugo Egmont Hørring som Danmarks konseljpresident.[2]
- 20 september – Ett fredsavtal sluts mellan Grekland och Osmanska riket efter Grekisk-turkiska kriget.
- Första kammaren i Sveriges riksdag antar med siffrorna 125–14 förslaget att bygga en fästning i Boden. Andra kammaren avslår det med siffrorna 87–135.[3]

## Födda
- 6 januari – Ferenc Szálasi, ungersk politiker, pilkorsrörelsens ledare, premiärminister 1944–1945.
- 4 februari – Ludwig Erhard, tysk politiker, förbundskansler 1963–1966.
- 23 april – Lester B. Pearson, kanadensisk politiker, premiärminister 1963–1968.
- 10 maj – Einar Gerhardsen, norsk politiker, statsminister 1945–1951, 1955–1963 och 1963–1965.
- 12 juni – Anthony Eden, brittisk konservativ politiker, Storbritanniens premiärminister 1955–1957.
- 29 oktober – Joseph Goebbels, tysk nazistisk politiker, propagandaminister 1933–1945.
- 14 december – Margaret Chase Smith, amerikansk republikansk politiker, representanthusledamot 1940–1949 och senator 1949–1973.

## Avlidna
- 30 januari – Robert Themptander, svensk politiker, statsminister 1884–1888.
- 8 augusti – Antonio Cánovas del Castillo, spansk politiker, regeringschef 1875, 1875–1879, 1879–1881, 1884–1885, 1890–1892 och 1895–1897. (mördad)